# チベット問題
チベット問題は、チベットに対する中華人民共和国の支配・統治で生じる各種の問題である。チベットは1949年以来、中華人民共和国が実効支配しており、その主権と領有についてチベット亡命政府と対立している。また、1950年に国共内戦で中国共産党に敗れて台湾島に移った中華民国も、中華人民共和国のチベット自治区を、チベット地域および西康省として中華民国の領土だと主張している。
現在、中国共産党による統制で事実上、チベット自治区では独立運動が困難な状態にある。チベット問題は、ロシアからの独立を目指すチェチェンやスペインからの独立を目指すカタルーニャと同じく、主権と民族自決の関係を示す例として取り上げられることも多い。本記事ではチベット問題について、中国共産党の見解とチベット亡命政府の主張を対照させて概説する。

## チベット民族の自決権

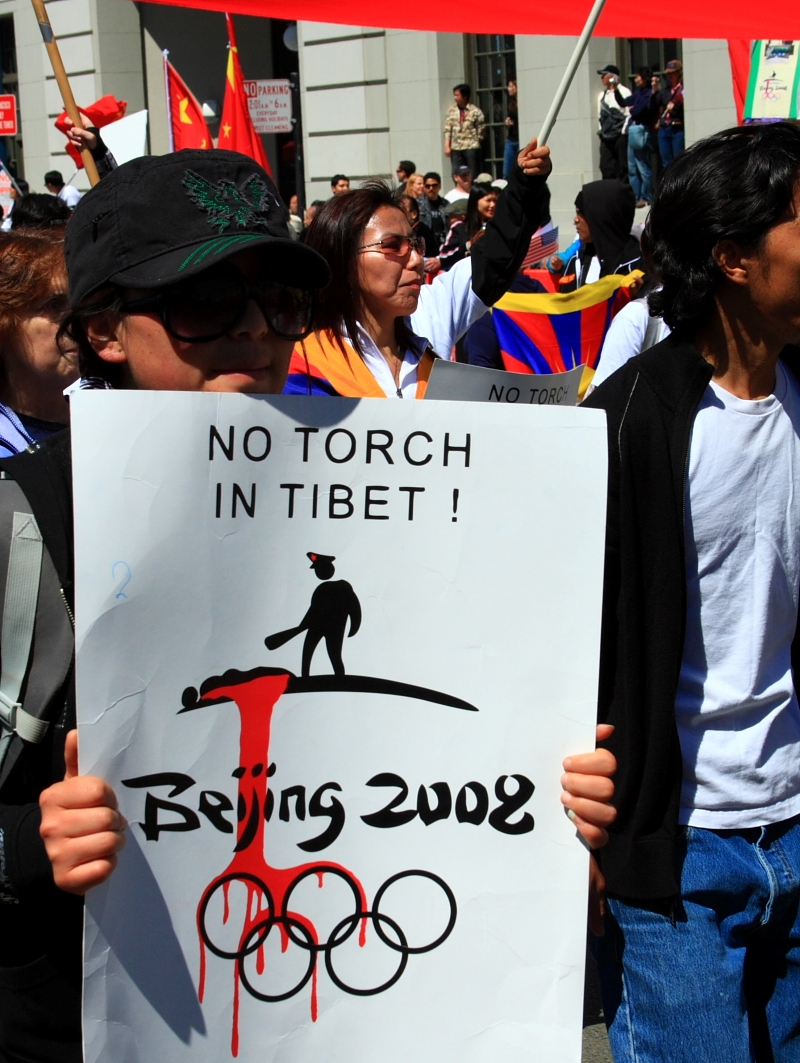
オリンピック開催の抗議デモ

### チベットおよび国際機関による調査と主張
清帝国や中華民国時代、属領だったチベット地域はイギリスの後ろ盾で独立を目指したが、ラサ中央政府と地方政府の対立により上手く行かなかった。
チベット亡命政府は、中華人民共和国が建国された1949年に同時に開始されたチベット併合以来、チベット侵攻やカム反乱「鎮圧」、また「民主改革」の名の下の弾圧、中国全土で5000万人が犠牲になったといわれる大躍進政策、また文化大革命などを経て、1979年頃までにチベット全域で“中華人民共和国によるチベット人大虐殺”が行われ、2000年代に入ってからも様々な弾圧が続いている（後述）と主張している。
酒井信彦は、ガンデンポタン（チベット亡命政府）や西側諸国政府による調査の結果、チベット動乱前後の中国によるチベット侵攻および併合政策の過程で、チベット全域で120万人にのぼる犠牲者が出たと主張している。
この犠牲者のなかには、自殺者や行方不明者も含まれるという。チベット亡命政府や国際司法裁判所の『チベットと中華人民共和国』報告、医師ジョン・アーカリーとブレーク・カーによる『チベットにおける拷問と投獄の報告』、アムネスティの『中国における拷問』(1992年)、国連人権委員会の『チベットにおける真実』などが、中国政府の恐怖政治を告発したが、中国はこれらの主張を強く否定している。ICJは1997年にも、中国によるチベットへの抑圧が激化していると報告している。
1953年におけるチベット公式の国勢調査では中央チベットの人口は127万人と記録されており、中国政府の主張に従う学者はこれを根拠として虐殺被害者「120万」という数字の信憑性を疑問視するが、チベット亡命政府の採る犠牲者120万人という数は、中央チベット以外の、アムド（現在の青海省）、カム（現在の四川省の西部）をも含んだチベット周辺全域の数字なので犠牲者120万という主張自体に矛盾は無い。
また、ダライラマ法王日本代表事務所は「1959年のチベット独立政府の見積もりと中国政府によればチベット周辺の全人口は600万人いたのに、90年と95年の間に発行された中国の出版物では490万6500人に減っており、チベット民族の人口が100万人も減少したのは、死亡した120万人と亡命した10万人のチベット人を数えた結果であると仮定して間違いないだろう。」と主張している。ジャーナリストの櫻井よしこは「82年の中国政府の人口調査は、当時の中国国内のチベット人総人口を387万人余としており、総人口の約3分の1が殺されたことになる。」と主張している。
ただし、ダライラマ法王日本代表事務所の主張とは違い、実際に中国側が発表した数字は中国全土のチベット族の人口が、53年第1回国勢調査で277万5000人、82年第3回調査で387万人、90年第4回調査で459万3000人、第5回調査で542万人、第6回調査で628万人であり人口は増え続けていると発表されている。チベット地区だけの人口についてもチベット統計年鑑や中国統計年鑑に基づき、1953年に127万、64年に125万、78年に174万、84年に197万、93年に229万、01年に254万、08年に287万と増え続け、人口の9割以上は常にチベット族で占められていると発表されている。
チベット亡命政府側は1950年 - 1976年の間の犠牲者数を次のように主張している。
- 17万3221人のチベット人が、刑務所もしくは強制収容所で死亡。
- 15万6758人が処刑死。
- 34万2970人が餓死。
- 43万2705人が戦闘もしくは暴動中に死亡。
- 9万2731人が拷問死。
- 9002人が自殺。

以上、合計120万7387人。ここには1980年代以降の犠牲者数は含まれない。

### 中華人民共和国側の資料
これに対し、中華人民共和国はチベットや西側政府の調査について否定しているが、地方ごとの個別事例として、兵士や一般民衆に対して相当規模の殺害を認知している。また、統治権を主張する中国の立場からすると、一連のチベット人による動乱は「反乱」であり、「虐殺」は反乱分子の「平定」とされる。
以下、中華人民共和国刊行の文献より。
- カム地方における「反乱」と「鎮圧」 1956年末の第1次蜂起は1957年末に「平定」に成功。反乱勢力10万人に人民解放軍6万を動員して「鎮圧」。2万人殲滅、2万人逮捕[15]。同地域の1957年 - 1958年の第2次蜂起については1958年末に「平定」に成功。5500人を「殲滅」[16]。

- 「青海省」における「反乱」と「鎮圧」 1958年3月 - 8月、チベット人13万人が参加する「反乱」、うち11万人を「殲滅」して平定[17]。「青海省」におけるチベット人・モンゴル人の遊牧民5万人(総人口の10%)を逮捕し、逮捕者の84%、4万5000人が誤認逮捕であった[14]。拘留中に2万3260人が死亡、誤って殺害されたものが173人。宗教・民族分子259人、民族幹部480人が死亡した[18]。

- 中央チベットにおける「殲滅」 1959年3月から62年3月までに死亡・負傷・捕虜を含めて9万3000人を殲滅、武器3万5500丁、砲70門を鹵獲[19]。

上記の各事件については後述。

### チベット侵攻
第二次世界大戦後、1949年に国共内戦で国民党軍に勝利した中国共産党軍は、チベット地域の併合政策に着手し、同1949年、アムドを支配していた馬歩芳（青海省長）、カム地方の東部を支配していた劉文輝（西康省長）たちを下し、ガンデンポタンの統治下になかったチベットの領域を手中に収めた。ついで、ガンデンポタンの勢力圏に対して1950年からチベット侵攻を開始した。
チャムドへは1950年秋から、第一書記の鄧小平の西南局傘下の十八軍が侵攻し、一月あまりの戦闘を経て、同年10月24日、東チベットの軍に勝利し、チャムドを占領した。この時のチャムドの戦いでチベット軍4500人、兵士3500人の内、6000人を“殲滅”したといわれる。
同1950年10月25日、中華人民共和国政府は中国人民解放軍のチベットへの進駐を宣言した。翌10月26日、インド政府はこれを「侵略行為」として非難する声明を発表し、イギリス政府もこれを支持したが、両国はチベットへの軍事支援を行うことはしなかった。同11月7日、チベットのラサ政府は国際連合に対して中華人民共和国による侵略を訴えたが、国際連合は、国連軍も関与していた朝鮮戦争への対応で、チベットに介入する余裕は無かった。
また、国連常任理事国である中華民国がチベットを独立国として認めていなかったため、ラサ政府は訴えの文書をインドから発送していたが、国連側も真正のものか確認できなかったともいわれる。中華民国政府のチベット領有の立場は、結果として、自らの敵国である中華人民共和国によるチベット侵攻を追認することにもなった。ラサ政府の訴えに対し、サラエヴォとエルサルバドルがチベット擁護を訴えたが、結局、国際連合総会運営委員会は「チベットと中国、インドに平和をもたらすためにも国連の場で討議することはふさわしくない」として、審議の延期を決定した。
清朝末期以来、中国・四川省の地方政権との間で争奪の対象となっていた東チベット地方では、1950年12月15日、西康省蔵族自治区、青海省人民政府等が設置された
中共軍は、中央チベットへの軍事侵攻の拠点として1951年1月1日、チャムドに人民解放委員会を設立した。主任は王其梅、副主任にアポ・アワン・ジグメが就任した。1950年11月9日、中国共産党中央は、中央チベット攻略作戦（「チベット全域解放作戦」と呼称)を準備しつつ、チベット政府との交渉を続けた。
1951年、東トルキスタン（新疆）、青海、チャムドの3方面から人民解放軍をラサに進め、その武力を背景にダライ・ラマ政権に十七か条協定を強引に認めさせた。中国共産党政府は、チベット政府代表としてアボ・アワン・ジグメらに「人民解放軍のチャムドからの撤退を交渉する権限」を与えて北京に派遣させた。中国政府はこの使節団にチベット政府との接触を禁じたまま、1951年5月23日、ガンデンポタンを「西蔵地方政府」と規定し、チベットを「中華人民共和国祖国大家庭」に「復帰させる」こと等を定めた十七か条協定を締結した。
この協定の第四条では「西蔵の現行の政治制度には、中央は変更を加えない」と定められていたが、中国政府のいう「西蔵」にはアムドやカムの東部は含まれていなかった。また、このチベット側の代表とされたアボは、チベットの国家元首であるダライ・ラマ14世から協定締結の権限を与えられておらず、署名に必要な印璽も持参していなかった。中華人民共和国側は軍事力をちらつかせた恫喝により、アボに署名を強要した（その際に押されたチベットの国璽は、あらかじめ中華人民共和国側が用意していた偽物であったという）。
ダライ・ラマ14世は協定締結のニュースを聞き、アボの越権行為に衝撃を受けるが、パンチェン・ラマは同1951年5月30日にダライラマに対して「中国政府の指導の下、チベット政府に協力する」と表明したことをうけ、ダライラマも同1951年10月24日、毛沢東宛に17条条約を認めるような主旨の電報を送っている。なお、アボはその後のチベットにおける中国共産党の忠実な代弁者となった。この「協定」では、中央チベットに関してはダライ・ラマ政権にある程度の自治を認めたものの、カム地方のうち、雍正のチベット分割以来ガンデンポタンの統治下にあった西部地方に傀儡政権である「チャムド解放委員会」を設置した。
しかし1952年3月には、17条条約の撤回と「解放軍」のチベット撤退を要求する人民会議事件が発生し、はやくも中共はラサで抵抗にあう。中共軍の長期駐留は、地元との軋轢の原因となり、人民解放軍は1952年には東チベット東部の町ジェクンドを破壊している。
1952年4月6日、毛沢東は「中央のチベット工作についての指示」を出し、漢族が数十万いる新疆地区と違ってチベット地域には漢族がほとんどいないということを指摘したうえで、中央チベットでの土地改革は延期された。なお、毛沢東はこの人民会議事件を受けて、チベット併合の困難さを認識し、以後、チベット政策を重大な問題のひとつとして、1959年の反乱の処理にいたるまで政治的決定を主導していった。
東チベットでは放牧が盛んであり、仕事柄銃を持つ住民が多く、とりわけカムの住民は、古来、好戦的なことで知られていた。中国は東チベットの治安に当たって、住民から武器を没収した。中国側は反乱を防ぐための当然の処置と考えていたが、カムの住民は抵抗を示した。
そこで中国当局は、チベット人の一部を中国側に取り込んで、「積極分子(フルツン・チェンポ)」と認定し、銃回収に当たらせ、またタムジン(闘争集会)という会合を開かせ、中国の統治に不満を持つものを一種の私的裁判にかけた。とりわけ名家の人間には「罪」の自白を強要し、内容によっては処刑された。他の住民はタムジンにかけられている被告を罵倒しなければならず、それを行わない者は次のタムジンにかけられることになった。
また、当時、中国政府は、中央チベットと中国とを結ぶ道路建設を盛んに行っていたが、チベット人労働者に対して当初は賃金が支払われていたが、1954年頃からは強制労働に変わっていた。チベット人労働者達は強制労働の後の夜、タムジンで共産主義教育を受けねばならなかった。一方、漢人の東チベット地域への入植が進められ、1954年に農業改革、1955年7月に土地共有化の促進が「民主改革」として着手された。
この「民主改革」とは共産主義思想にもとづいて領主や寺院や富裕層からの土地財産が再分配を目的としたうえうで、共産党に没収された。寺院財産の没収を契機とし、翌1956年から、アムドとカム東部の全域で大規模な蜂起が勃発する。
このような中国による東チベット地域の支配に対して、東チベットの住民の多くは中国の政策に対して反抗的となった。中国はその報復として次々に厳しい政策を打ち出していった。中国に不満を持つ東チベット人の一部は、テンスン・ランタン・マガル(国民防衛義勇軍)を作って反抗しようとした。

### ゴロクの虐殺
ゴロク（中国の区分で青海省果洛州。中心都市・マチェン）には当時、10万人のチベット人・ゴロク族が住んでいた。彼らは元々中央チベットにすら反抗的であった。そこへ中国から数千人の中国農民が入植してきて彼らの牧草地を農地に変えてしまったため、ゴロク族は僧俗問わず武器を取って隙あらば中国農民に襲い掛かった。1954年、人民解放軍はこれを力で押さえ込もうとして、兵3千を投入して僧院を焼き払ったため、たちまち戦乱に発展した。
当初は騎馬を駆使し、武器の扱いにもなれたゴロク族の兵2000に有利に進み、人民解放軍は800人を失ったため、殲滅戦へと展開し、ゴロク族の居留地を襲って老若男女を問わず数千人を殺戮した。ゴロクはチベットの中でも僻地だったため、この事件は長らくチベットでさえ知られることはなかった。チベット亡命政府は中国政府の資料に基づき、1956年にゴロク地区で13万人あった人口が1963年までに約6万人にまで半減したと指摘している。

### カムの反乱と虐殺

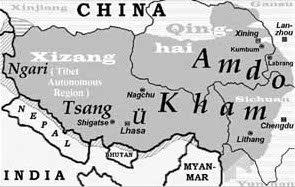
カムの位置

1954年頃から、中国に対する東チベットのカム地方を中心とするカム反乱がはじまる。これはチベット動乱のきっかけとなった。
中国は1955年11月、西康省およびチベット族自治区を廃止し、「自治州」に格下げして四川省に併合、カム地域は新たにカンゼ・チベット族自治州となる。この年の年末から翌1956年春にかけて、アバ・チベット族チャン族自治州、涼山イ族自治州で土地改革を開始する。
しかし、この改革に反発した地域の住民らが武装蜂起をした。中共党史資料出版社が刊行した『新中国軍事活動紀実』によれば、反乱軍は10万人にもおよび、中共軍は6万5000の兵士を動員し、鎮圧するまで二年を要した, 。平定は57年末となり、約2万人のチベット人が虐殺され、2万人が逮捕された, 。武装蜂起はチャムド地区にも波及し、1956年7月下旬、ギャムダ・ゾン（県）のジミ・ゴンポらが蜂起している。同年11月にはツェワン・ドルジも蜂起をし、11月末には中共軍との激戦が展開した。
人民解放軍は各地で住民から武器回収を実施した。リタン(康定の西100キロメートル)の僧院にも武器提出を命じたが、僧院が拒否したため、人民解放軍は僧を庭に連れ出し、民衆の前で武器を提出する様子を見せ付けた。
中国共産党政府がチベットの宗教を「有害」と見なして一切の寺院と僧侶を除去すること、そしてあらゆる神が搾取の道具だということを宣言したことで、チベット人の怒りは噴出し、1956年6月には、アムドやカム東部で当地の多くの成人男性が山岳地帯のゲリラ組織「チュシ・ガンドゥク」に加わり、大規模な反乱が発生した。同年、リタン、デルゲ、カンゼ、ニャロン、ポなど各地でも反乱が発生し、その兵力は6万にもなった。
他方、当時のチベットにはバタン、リタン、カンゼ、デルゲに中国人民解放軍の駐屯地が設置されていた。チベットのカンパ(=カムの人の意)たちは駐屯地を接続する交通路に対して継続的な攻撃を加え、兵站路を破壊するなど攻撃をした。ゴロク族の部隊は中国人民解放軍の3個連隊を殲滅したともされ、一時的には、中央チベットに繋がる道路は中華人民共和国西部からアクサイチン砂漠を越える一本だけになったともいわれる。それに対して中共軍は、兵4万、民兵6万の戦力で東チベットの平定に当たった。チベット平定は毛沢東による指示であったといわれる。
リタン住民は僧院に篭城し、ゲリラ戦を展開した。人民解放軍は爆撃の前に降伏を勧め、リタン住民は降伏するとしてユンリ・ポンポを人民解放軍に送り込んだ。ところがユンリ・ポンポは隙を見て人民解放軍の司令官を射殺、人民解放軍はリタンに爆撃を開始した。爆撃により、リタンの僧院は壊滅し、少なくとも3000人から5000人が死亡したとされる。以後、中共軍によって、続いてバタン、チャムド、デルゲも占領されていく。
ニャロン(康定の北西200キロメートル)では、ドルジェ・ユドンという若い女が主体となって人民解放軍と対峙し、中国兵600のうち400を殺害した。人民解放軍は兵2万を投入したためニャロンのチベット人はゲリラ戦を展開した。この戦闘で、人民解放軍は2000の損害を被った。中国は東チベットに大きな影響力を持つカルマパ16世に仲介をさせて一時休戦となったが、結局はまた反乱となった。
1956年から1958年の間に人民解放軍は4万の兵を失ったとされる。その報復もあってか、人民解放軍兵士によりチベット人の若い女の多数が強姦され、男は断種された。また、何千という公開処刑が残酷な方法で行われ、生きながら焼き殺された者もあった。僧や尼にも侮辱が加えられた, 。
チベット亡命政府によれば、1952年 - 1958年における「カンロ地区」（中国の区分で甘粛省甘南州）においてチベット人1万人が虐殺された(カンロの虐殺)。
中国共産党側の資料では、1956年末、中国の区分で四川省に所属する涼山、美姑、西昌、康定、西蔵所属で当時チャムド解放委員会管轄下のギャンダ・ゾン（江達）、芒康らによる第1次蜂起が起き、中国軍は1957末に「平定」に成功。さらに反乱勢力10万人に人民解放軍6万を動員して「鎮圧」する。中国共産党発表によれば、2万人を殲滅し、2万人を逮捕した。
1957年にはチベット全土に展開する人民解放軍は20万にのぼり、うち15万が東チベットに配置された。なお人民解放軍の中にはチベット側に寝返る者もいた。

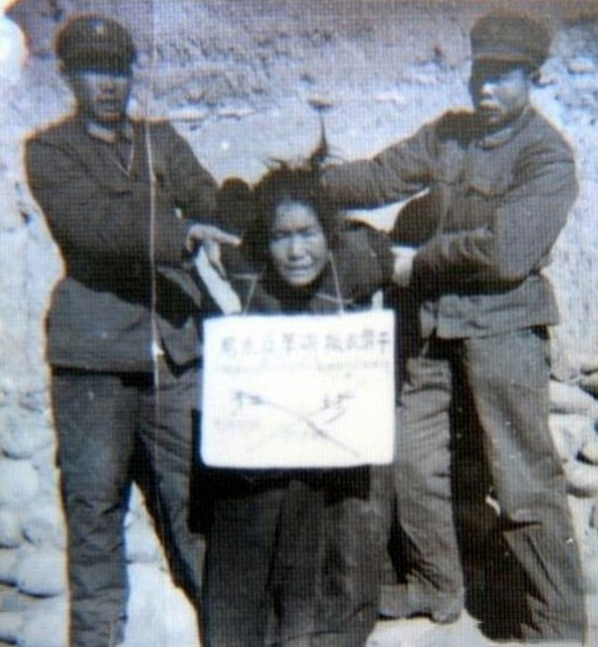
自己批判させられるチベット人女性（1958年）

1957年から1958年にかけて、バタン（巴塘）、維西、徳欽、中甸らによる第2次蜂起に対して中国軍は1958末に「平定」に成功。5500人を「殲滅」した。

### アムドにおける虐殺
アムド(青海省)でも大規模な武装蜂起が発生した。1958年3月から8月にかけて、甘粛から青海にかけての42万平方キロメートルにかけてチベット人13万人が「反乱」を行った。中国軍は、うち11万6000人を殲滅し、武器7万丁を押収して平定した。。
また、「青海省」におけるチベット人・モンゴル人の遊牧民5万人を逮捕した。この数字は青海省チベット・モンゴル人遊牧民総人口の10%にあたる。逮捕者の84%にあたる4万5000人が誤認逮捕であった。拘留中に2万3260人が死亡、誤って殺害されたものが173人。宗教・民族分子259人、民族幹部480人が死亡している。
なお、この戦乱の当時、中共青海省委員会が「反乱の根を徹底的に取り除き、革命的武装で決定的な打撃を加えなければならない」と報告したところ、毛沢東は、
| 青海反動派の反乱は大変結構。勤労人民解放のチャンスがやってきたのだ。（中略）チベット反動派が全面的反乱を起こせば、そこの人民はそれだけ早く解放を勝ち取れるのだ |

と答えている。
これらの過酷な殺戮行為について、1980年に中国共産党は「青海での極左の誤り」としている。1981年3月には「青海省での極左政策見直し」を決定した。

### 中央チベットの虐殺
鄧礼峰による中国共産党政府の記録の調査によれば、1959年3月から1962年3月までに中央チベットにおいて、死亡・負傷・捕虜を含めて9万3000人を殲滅、武器3万5500丁、砲70門を鹵獲した。チベット亡命政府は、中央チベットだけで8万7000人のチベット人が殺害された(中央チベットの大虐殺)としている。
1959年3月10日に勃発したラサ蜂起ではチベット亡命政府によれば、三日間で1万人-1万5000人のラサ市民が虐殺されている(ラサの虐殺)。

### 大躍進政策によるチベット地域での犠牲
中国全土で5000万人の餓死者を出したといわれる大躍進政策は、チベットでも行われ、東チベットでは、集団農場（人民公社）が設立された。しかし餓死者は続出し、1989年の中国社会科学院の調査では、飢饉で死亡した数は1500万人とされる。この他、人口統計学者のジュディス・バニスターは、3000万人と推計している。
1980年代の北京経済制度研究所による報告書では、パンチェン・ラマの故郷である青海省では、人口の45%に当たる90万人が死亡し、四川省では900万人が死亡したという。飢饉について研究したジェスパー・ベッカーは、「中国のいかなる民族も、この飢饉によってチベット人ほどの苛酷な苦難に直面した人々はいない」と指摘している。
この大躍進政策については、1959年、毛沢東は失敗を認めて国家主席を辞任し、1962年1月の中央工作会議で劉少奇国家主席は「三分の天災、七分の人災」と述べて、大躍進を批判し、毛沢東は生涯一度の自己批判を行った。

#### パンチェン・ラマ10世の諌言
チベットに対する中国政府の抑圧政策の実状に触れるにつれ、パンチェン・ラマ10世は1962年、中国のチベット支配を批判した諌言「七万言上書(7万字の覚書)」を上奏した。七万言上書は長らく極秘文書であったが、のちに発見された。
パンチェン・ラマは1962年5月18日に、チベット政府首班の地位を周恩来国務院総理に譲る。中国統一戦線部部長リー・ウェイハンは、3カ月間諌言を受けて改善を実行しようとしたが、同1962年8月、毛沢東中国共産党主席は中止を指示し、リーはパンチェン・ラマとの結託を批判され、パンチェン・ラマも自己批判を命じられ翌1963年、ラサで50日間の闘争集会に掛けられたあと、北京に送還された。
なお1960年に法学者国際委員会報告書は、チベットにおいてジェノサイド（民族絶滅を意図する大虐殺）があった明らかな証拠があると発表しており、七万言上書はこの見解を裏付けるものとなった。この七万言上書について周恩来は「事実ではない」と答えている。
七万言上書は1959年のチベット動乱(1959年のチベット蜂起)に対する中共政府の過剰な報復的処罰を批判している。
| どれ位の数の人が逮捕されたのか、知る術もない。各地域で、それぞれ1万人以上の人が逮捕されている。善人であろうと悪人であろうと、無罪であろうと有罪であろうと、皆逮捕されてしまった。世界のいかなる場所に存在する、いかなる法制度にも合致しないことだ。地域によっては、男性の大多数が逮捕され監獄に入れられてしまったので、殆どの仕事が女性や老人また子供によってなされている |

このほか、連帯責任を追及する処罰によって、親戚が決起に加わったという理由で処刑された者がいること、政治囚は収監されたあと、意図的に過酷な環境に置かれ死んでいる、不自然な死が極端に多い、と報告している。
大躍進政策によるチベットの惨状についてパンチェン・ラマは周恩来国務院総理に改善を求めている。
| チベットの多くの地域で、民衆が餓死している。地域によっては、民衆が全滅してしまった所もあり、死亡率は恐ろしく高い。過去においてはチベットは、暗く野蛮な封建社会であった。しかし、このような食料不足を経験したことは無かった。特に仏教が広まってからは、そうであった。チベット地区の民衆は、極端な貧しさの中に生きており、老いも若きも殆どが餓死寸前である。あるいは非常に衰弱し、病気に抵抗できなくて死んでいる |

また、公共食堂での食事を義務づけられた際、チベット民衆は1日当たり180グラムの、草や葉っぱや木の皮などが混じった小麦が配給されるのみで、パンチェンラマは次のように書いている。
| この恐るべき配給は、命を支えるのに充分でなく、民衆は飢餓の恐ろしい苦痛に苛まれている。チベットの歴史において、こんなことは起きたことがない。民衆は夢の中ででも、こんな恐ろしい飢餓を想像することもできなかった。地域によっては、1人が風邪を引くとそれが数百人に伝染し、それによって多数の人が死んで行く。(中略)チベットでは1959年から1961年までの2年間、牧畜と農業は殆ど完全に停止させられた。遊牧民は食べる穀物が無く、農民は食べる肉もバターも塩も無かった。いかなる食料も材料も、輸送することが禁じられた。それだけでなく民衆は出歩くことを禁止され、携帯用のツァンパ（麦焦がし）袋も没収され、多くの人々がそれに抵抗してあちこちで抗争が起こった |

カム地方でも1965年まで飢餓が続き、パンチェンラマが批判した惨状が継続していた。他にもパンチェンラマはチベット民族の消滅を危惧し、また中国共産党が唯物史観に則り、宗教をアヘンまたは前時代の遺物として根絶しようとして、中国国内の寺院等も破壊したことについて、チベットの各種寺院がすでに文化大革命以前に破壊されていたことを、パンチェンラマは記録している。
| かつて2500か寺の僧院が存在していたが、今では70か寺が残っているだけであり、93パーセントの僧侶・尼僧が追放された。共産党の幹部たちは、少数の人々を使って宗教を非難し、それがチベット大衆の意見であるとの誤った見解を導きだし、宗教を抹殺する時機が到来したとの結論を出す。そのために覚醒を生み出す仏の教えは、チベット全土で栄えていたが、今や我々の目の前でチベットの大地から消し去られようとしている。私を含めた90パーセントのチベット人は、これには決して耐えられない |

パンチェン・ラマ10世は文化大革命の際に紅衛兵に拘束されて1968年から1978年まで10年間投獄され、出獄後も1982年まで北京で軟禁された。パンチェン・ラマ10世は1989年の演説で「チベットは過去30年間、その発展のために記録した進歩よりも大きな代価を支払った。二度と繰り返してはならない一つの過ち」と自説を述べた。これは中共政府の用意した原稿を無視した演説であった。その発言のわずか5日後、パンチェン・ラマ10世は死去した。中華人民共和国政府は死因を心筋梗塞と発表したが、チベット亡命政府や西側のチベット独立運動家などは暗殺説を主張した。

## 中国政府によるチベット統治・政策
以下、中国政府によるチベット統治・政策、およびそれらについての中国政府の弁明とチベット亡命政府をはじめとする反論と批判的見解を概説する。

### 経済政策
改革開放政策がはじまった1980年代初頭、チベットの惨状に驚愕した胡耀邦総書記の指示により本格的な経済支援が開始され、現在まで継続している。2006年7月1日に「青蔵鉄道」（全長1956キロ）が全線開通した。亡命政府側は同化政策の強化と見ており、批判している。
胡耀邦はチベット政策の失敗を明確に表明して謝罪し、中国共産党にその責任があることを認め、ただちに政治犯たちを釈放させ、チベット語教育を解禁した。自治区幹部へのチベット人大量登用、宗教、文化の尊重、経済支援強化など８項目の方針を決める。しかし、この政策は党幹部から激しく指弾され、胡耀邦の更迭後撤回された。
中国政府は独立運動には厳しい反面、「アメとムチ」の懐柔策でデモ封じ込めを図っている。例えば2008年のチベット動乱で暴動を防げなかった責任で、ジアンパ・ピンツオ主席は辞職し、その後継を元々「農奴」と呼ばれるチベットの最も低い階級に属していたチベット自治区東部出身のジアンパ・ピンツオを就任させた。その動乱後に被害を受けたラサの住民を対象に、生活補助の支給や医療費の免除を実施し、僧侶らによる数百人規模のデモが2度発生した青海省黄南チベット族自治州では中心部の同仁県にあるチベット仏教寺院「隆務寺」に8日午後、製麺用の小麦を大量に積んだ5トントラックが到着した。
中国は1989年から1994年にかけ、5500万元と大量の金や銀など貴重な物資を投じてポタラ宮の大規模な補修を行った。また中央人民政府は3億元余りを投じ、チベットの1400余りの寺院の修復、開放を支援した。
中国は、チベット地区のGDPは2010年度に500.8億元(約600.8億円)に達し、年間成長率が12.4%.農民と牧民の納税後の年間収入が2005年度の２倍にあたる4,319元となったと主張しているが、中国がチベット自治区に2001年以降に投資した総額は3100億元にのぼる。しかしこれらの投資は主に中国からの漢民族移民の為に使われ、チベット人に対してではなく、チベットにある企業の大部分の経営者は漢民族で占められ、雇用は不公平極まりないとチベット側は反論している。経済学者アンドリュー・フィッシャーも中国によるチベット経済政策について、チベット民族を疎外したものと分析している。

### 交通・観光政策
2006年7月1日に「青蔵鉄道」（全長1956キロ）が全線開通した。「中華人民共和国チベット自治区」ラサと青海省のゴルムド区間1142キロ。鉄道の最高標高は5072メートル、海抜4000メートルを超える区間が960キロに達した。亡命政府側は同化政策の強化と見ており、批判している。また、カイラス山を通る自動車専用道路の建設を中華人民共和国政府は計画しているが、チベット人仏教信者は「聖地が破壊される」と主張して中止を求める国際的な運動を展開している。
中国当局はチベットの観光収入は226.2億元に達し、年30％上昇し、2015年には1,500万人の観光客が訪れると予測していると発表している。しかしツアーガイドやホテルは中国当局が認可したものでないと営業はできない。
また日本を含む外国からの観光客は減少しているともいわれる。2008年10月の時点でラサでは中国人観光客が増える一方で外国人観光客は激減している。入域許可証発行が厳格化され、自由な旅行ができないためとされる。

### 「封建農奴からの解放」
「旧チベット」の身分制をどのように認識するかについても、議論となっている。
チベットを2分していた僧俗の社会のうち、厳格な身分制にもとづく俗人の社会と、出身身分をとわず個人の能力によって社会的上昇を果たすルートが開けていた出家者の社会。
```
俗人社会では、貴族・領主制度のもとにあった平民たちを「奴隷」と規定する説、「農奴」と規定する説
[
81
]
[
82
]
、その種の規定に反論する主張などがある。
```

中国政府は『旧チベットは封建農奴制であり、人口の5％足らずの官僚や貴族、寺院の上層僧侶らが農奴主となり、チベットのほとんど全ての耕地や牧場と大部分の家畜を所有していた。農奴は旧チベットの人口の90％以上を占めていた。農奴主は、労役や高利貸し付けを通じて、農奴に対する苛酷な搾取を行い、農奴主は成文法と慣習法に基づき、監獄や私牢を作った。』として農奴解放を行ったとしてチベットの併合を正当化し、「1951年の時点ではまだほとんどのチベット人が農奴であり、また、1913年から1959年の自治の間、チベット政府はチベット発展の阻止を宣言しており、中華人民共和国政府の提案した『近代化努力』のすべてに反対した」と主張している。
1960年頃にチベット動乱を鎮圧し、チベット全土を制圧した中国政府は、1963年に映画『農奴』(李俊監督)を製作する。ストーリーは、ラマ僧侶と領主に搾取され続けた主人公の農奴が人民解放軍に救助されるもので、1965年、日本で公開されたが、これは65年当時までに日本で公開された唯一のチベットについての映画であった。この映画はモンタージュ技法を駆使し、映画研究者に高く評価された。2011年に中国共産党が制定した「チベット100万農奴解放記念日」である3月28日に、チベット電視台衛星チャンネルでこの映画が放映されたのを見て、チベット人の詩人・作家のオーセルは、「“解放者、大恩人”を気取りながらもチベットをゆっくり丸のみしようとする」「“赤い悪魔”(中国共産党)に強力に洗脳されていた幼少時代に戻ったような気がした」と語り、この映画を中国共産党によるプロパガンダ映画として批判している。
チベット亡命政府の日本代表を務めたペマ・ギャルポは、チベットの多くの地域は遊牧生活の地であり、中国政府の主張するような意味での「農奴制」が果たして存在していたかと批判した。ペマ・ギャルポは、当時のチベットに身分制や貧富の差があったことは事実であるが、それは歴史的にどの国でも珍しくなく、中国でも貧富の差は解消されていないどころか、格差は激化している、としているし、「農奴」についても中国や西欧でも存在したし、そのことをもって中国によるチベット併合を正当化することはできないと反論している。
そもそもチベットに農奴制が成立するような環境ではなかった。 第一、チベットのかなりの広範な地域では遊牧を行っていて転々と移住する人するので「農奴制」が成立するような環境ではなかった。「農奴制」という言葉自体が中国政府がチベット解放を正当化するために用いている言葉に過ぎないのではないでしょうか？でも確かに僧侶や王侯、豪族、貴族は存在し、それによってラサなどの都市では上に納めることもあったが、それは歴史的に中国でもヨーロッパでもあった。
なお、人類学者ゴールドスタインらによればチベットの人口の一部は農奴であったともいわれる。上述の映画『農奴』の主演俳優ワントイも、20歳で逃亡するまで農奴であったという。当時のチベットの状況は、20世紀前中期にガンデンポタン統治下のチベットに留学した河口慧海・木村肥佐生、西川一三などによって書かれている。河口慧海は当時のチベットの状況を旅行記の中で次の様に語った。
華族と人民の関係はちょっと見ると封建制度になって居ります。それは華族の祖先という者はみな国家に功労のある人である地方を自分の領分に貰ってある。いわばそこへ封ぜられたようなものでそこにはその地に属するところの平民がある。で、その華族家と家属及び平民との関係はほとんど国王と人民との関係のようなもので、その平民を生殺与奪するところの権利はもちろんその華族に在るんです。
華族に対しては自分が土地をその華族から貸して貰って居ることになって居るですから、その租税を納めなくてはならん。それでこの人頭税というものは随分苦しい税ですけれども、納めなければ擲ぐられた上に自分の財産を没収されてしまいますから、非常な苦しい思いをしても歳の暮には人頭税を納めなければならん。
実にチベットは残酷な制度で、貧民はますます貧に陥って苦しまねばならぬ。その貧民の苦しき状態は僧侶の貧学生よりなお苦しいです。
返す見込みのない金をどうして地主が貸すかといいますと、その子が大きくなった時にその家の奴隷にするのです。その子供が十歳位になるとその十円の金のために十五年も二十年もただ使いをするという訳です。ですから貧乏人の子供は生れながらの奴隷で誠に可哀そうなものです。
華族なるものは大抵ラサ府に住して居って自分の領地に行って居らないのが多い。よしんばその地に家はあっても留守番だけを置いて自分達はラサ府に居る。そうかと思うと政府から命令を受けてある郡を治めに行く者もある。で華族に管轄されて居る平民のほかにまた政府へ直接に属して居る人民も沢山ある。

なお華族に属しつつまた政府から幾分の税金を徴収されるです。ですから人民は二重の税金を払わなくてはならん。人頭税まで混ぜますと随分沢山な税金を納めなくてはならん。
またぺマ・ギャルポは「当時のチベットはかなり広い地域で遊牧を行い転々と移住していたので農奴制が成立するような環境ではなかった」と主張しているが、河口はブラマプトラ川岸の様に村民が農家ばかりの土地もあれば、チャンタンの様に遊牧民ばかりが集まる土地もあると述べている。ハルジェ付近では土地が肥えて小麦畑が多く見られる事、僧侶が農業・商業・牧畜とあらゆる世俗的な副業をやっている事、女性の仕事として農業や牧畜が代表的である事なども語られている。

### 「平和解放」
胡錦濤総書記が「チベットの平和解放」と表現したことに対して、国際チベットネットワークは、「平和解放ではなく軍事支配である」として反論している。同団体によれば、1949年に始まった中国によるチベット侵攻は、武力による侵略で、1950年10月7日、人民解放軍総勢4万 がディチュ河 (長江)を越え チベット中心部に侵攻、チベット軍は降伏し、1911年以来、独立国であったチベットは、被占領国家となった。なお2011年3月30日にスペイン最高裁判所第二法廷は、国際法の観点からはチベットが「被占領国家(an occupied state)」であると認定した。
さらに同団体は、1959年3月のラサの抗議行動に対して人民解放軍が砲撃を開始し、ダライ・ラマはチベットからの脱出を余儀なくされ、中国側の発表でも8万7千人のチベット人が死亡または逮捕された。1989年にはデモに対して戒厳令が布かれ、2011年現在もチベット高原一帯には、推定で15万から50万の中国軍が駐留しており、「平和解放」という表現は実際の現実や歴史とは全く異なることを指摘している。
朱維群（Zhu Weiqun）中国共産党中央統一戦線部常務副部長は「チベットの平和的解放なくして、中国共産党と人民解放軍への入党なくして、被支配層の農奴であるチベット人はCPCの政策を深く理解することは不可能である」と明言している。

### 漢民族支配の否認
中国政府はチベット自治区指導部の大多数は少数民族で占めていると主張し、漢民族支配を否定している。また、「政教一致」を廃止、民主的な政治制度を導入したとして、近代化への貢献で併合を正当化している。さらに新中国の憲法下で、全国の各民族人民と同様、国家の主役となり、すべての法律上の権利を獲得したとし、法律により、チベット自治区人民代表大会の議員（代表）や全人代の議員の約80％がチベット族などの少数民族であり、自治区政府主席や各級政府の主要な役職もチベット族でなければならず、職員もできるだけチベット族などの少数民族と規定されているとしている。
人民代表大会をチベットでも行い、100万人の農奴からも代表を参加させ、第一期人民代表大会の代表301名の80％以上が元農奴と元奴隷のチベット族などの少数民族で、チベット上層部の愛国者と宗教界からも11％以上の代表が選出。現在、95%の有権者が県級の直接選挙に参加。一部地方の有権者立候補率は100%を達成しているとも中国は主張している。
人民代表大会の代表者は自治区平均でチベット人など少数民族出身者が80%を占め、県、郷級では90%になる。 自治区、市、県の公務員のうち、77.97%が少数民族出身者で、自治区人民代表大会は地域にあった条例を制定し、逆に地域の実情に合わない国家レベルの法令の停止を実施している、と中国は主張している。

### 「少数民族」か「主権国家」か
中国側はチベット人を「少数民族」として解釈し、中国の運命共同体として繋がっている56民族の中の一民族と主張している。これに対して国際チベットネットワークは、「ねつ造」として「中国の深い歴史的な民族優越主義に由来しており、この思想はチベットと他近隣地帯の植民地化政策の基礎」となったと批判している。また同団体は、チベット政府は中国共産党が結成される30年も前に、すでに近代国際法における主権国家として存在しており、中国が支配していた事実はない。また中国は清朝時代のチベット政策を併合の歴史的根拠ともするが、清朝と現在の中国共産党は民族も異なる別の国家であるし、また国家を継承しているわけでもない。さらに中国は、チベット人を“野蛮で未開”であるとし、中国人として“同化するか排除されるべき”であるとしたが、同化に応じないチベット人を根絶する政策が、中国の「同化政策」であるとして批判している。

### 合法的統治か武力支配か
2009年3月9日に胡錦濤総書記は「祖国の団結を守り抜くために 万里の長城を築くごとく徹底的に分裂主義と戦い、チベットの基本的な安定を長期的安定へと導かなければならない。」と発言しているが、侵攻後60年を経てもチベット統治のために軍事力に依存していると批判されている。2008年以来、チベットでは抗議行動が続き、2011年3月にはンガバで弾圧が行われた。また少なくとも824人のチベット人政治囚が収監され、中国では保安予算が国防予算を上回るともいわれる。2010年には保安予算549億人民元(84億ドル)で国防予算が533.4億人民元であった。ヒューマン・ライツ・ウォッチは2008年の抗議行動の際に拘束された推定何千人と、過剰警備による死亡者に対して、中国政府は情報を公開もしないし、責任を問われてもいないとして批判している。

### 信仰の自由
中国政府は、チベットは信仰の自由を享受し、大多数はチベット仏教を信仰しているが、イスラム教徒、カトリック教徒もいるとして以下のように主張している。
- 1980年来、中央政府は7億元以上の予算をチベットの宗教政策と文化財保護に充ててきた。
- 各宗教の活動は正常に機能しており、信者は満足していて、信仰の自由は十分に尊重されて、チベットでは現在、寺院があちこちで見られ、僧侶も多くなっている。
- パソコンや携帯メールでさえ、チベット語が使える。
- チベット暦の新年、ショトゥン祭など伝統的な祝日を、自治区の祝日、休日に加えている。
- 実情に合わせ、婚姻法での法定年齢よりも男女とも2歳下げて結婚できるようにしている。
- 婚姻法施行前に結婚した一夫多妻または一妻多夫の家庭については離婚させることなく、いまでもこのような婚姻関係の家庭が存在する
- 権利保護を十分に保障し、3.14事件の被告にさえ、弁護士をつけ、十分な弁護をさせている

秦宜智（Qin Yizhi）中国共産党ラサ市委員会書記は「全てのチベット人は信教の自由を完璧に保証する政策に守られ、その自由を謳歌している」と演説している。
チベット側によれば、このような「信仰の自由」は完全な虚言であり、チベット仏教はその中心的存在であるダライ・ラマへの忠誠を否定するよう強要されている。これまでに6000もの寺院が破壊され、1996年4月以来チベットの僧侶、尼僧たちは『愛国再教育』共同委員会により極秘で監視され、その結果2827人がそれぞれの寺院や尼僧から追い出された。また、165人が逮捕され、9人が死亡し、35人が自主的に寺院を去っている。また電気棒という道具を使った拷問や、尼僧への強姦など未だに数多く報告されている。独立運動に関する発言を行った場合は、分離主義者として逮捕または虐殺される（節「中国によるチベット人大虐殺」参照)。
1995年にはチベット密教伝統の手続きに則り、ダライ・ラマが任命したパンチェン・ラマ11世が強制失踪させられたまま、現在も消息不明となっており、また1999年にはカルマパ17世が亡命している。中国政府はトゥルク（化身ラマ）にも政府の認可が必要としている。2011年4月、キルティ僧院では300人の僧侶が強制連行され、宗教の自由は一切なく、宗教弾圧のみがあるとして批判している。

### 言語
中華人民共和国憲法第4章には「全ての国民は独自の言語を自由に使用し、発展させる権利がある」と明記し、また当局も憲法に遵守し、少数言語を保護していると主張している。
チベット側はそのような保護政策は実際には存在せず、強制同化があるにすぎないとして批判している。チベット人教師は「中国語で教育を受けていないチベット人に高収入の職業を得ることは難しく、チベット語で教育を受けた生徒がカレッジや大学で専門的な資格を取得することも同じ様に困難です。資格を取得できる学科をチベット語で教える教育施設はありません」と証言している。2010年10月に、教育言語を中国語に統一する青海省の教育改革案に反対してチベット人教師や学生が抗議行動を行っている。また道路標識は中国語で表記されるのみであり、公文書は中国語で発布され、またチベット語で宛て先を書かれた手紙は配達されない。このような状況のなかでは、チベット語は多くの少数言語と同じく絶滅する可能性さえあると指摘されているが、現地では標識にチベット語を中国語とともに明記するのが一般的であり、このチベット人教師の証言がどこまで正確かは不明である。

### 移動の自由
チベット人政治学者ペマ・ギャルポによれば、隣町に行くのにも中国当局の許可が必要であり、行動の自由は著しく制限されており、監視下にある。

### 医療体制および健康被害
中国政府は、チベット人の寿命は解放前の35.5歳の2倍の67歳になり、2006年から2010年の間に17億元がチベット人農民と遊牧民のための無料の医療のために使われたと主張している。
しかし、チベット人が医療行為を受ける場合には、チベット人には800元～1000元の預金があることが診察の条件として必要である。中国人（漢民族）にはそのような診察条件は課せられない。ほか、ベット料金は1晩20元など、重病のチベット人が病院が診療を拒否したために死亡したケースも報告されている。また、強制定住を余儀なくされた遊牧民は、医療提供は実際にはほとんど与えられず、ほとんどのチベット人にとって医療に手が届かない。またラサに増えた売春について性病感染の拡大リスクが指摘されている。
また、チベット自治区にある核製造工場では、ずさんな核廃棄物処理により、不審死や遊牧民族の子供が多数癌にかかり、血中の白血球濃度が異常に上昇していることが報告されている。家畜の不審死が多発することも起こっており、中国当局がこの地域の食肉の販売を禁止する対応をしている。

### 入植政策
李德洙（Li Dezhu）国家民族事務委員会主任は西部大開発によって「人材もそれに伴って西に流入する」と発言しているが、1980年代の改革開放政策により、中国からの移民労働者がチベットに大量に入植した。2000年の人口統計では、チベット高原の人口約1,000万人のうち、軍人と出稼ぎ労働者を除いた540万人がチベット人で、残りは漢民族である。2002年、中国当局は「ラサのチベット人は近く少数派となるであろう」と語り、中国からの移民増加は経済開発を遂行するためと述べている。
また1998年には斉景発（Qi Jingfa)中国農業部副部長が「全ての遊牧民が今世紀末までに遊牧生活を終えること」を命じた。これまでチベットでは約225万人がチベット固有の遊牧生活を送ってきていたが、中国はこれを「野蛮」と禁止した。実際に遊牧生活を完全に禁止することは実現できていないが、西部大開発以来、バラック建てのコンクリートの「キャンプ」へ遊牧民を強制移住させる計画が実行され、2011年1月には、143万人の農民と牧民がキャンプに移住したと中国政府は発表している。移住にともない得た土地によって中国当局は、環境保護の名目でダム開発や採掘が行われている。現在、政府による「牧草地の農地改造政策」施行により牧草地は過放牧となり、砂漠化がすすんでいる。

### 文化政策
中国政府は2008年白書において「政府はチベットの伝統的文化を守るために、多くの労動力を動員し、資源と資金を投入し、チベットの文化を育て、これまでにない文化への保護を行う」と宣言している。しかしここでいわれる「文化」とは政府公認の文化である。党局に認可されたチベット人シンガーの楽曲でないものは禁止処分され、公安の検問所ではチベット人の携帯電話の非合法曲や着メロの検閲を行っている。約30人ものチベット人作家やタシ・ドゥンドゥプ(Tashi Dhondup）などのミュージシャンが逮捕され受刑している。
また中国中央電視台は2010年、「一番幸せな人々の街」としてラサに賞状を与え、中国全土でそれを放送した。
このような中国政府側の行動に対して、チベット人作家のウーセルは「昼夜、狙撃兵に銃口を向けられ、お寺にお参りに行くときでも、あとをつけられて生活することの、どこに幸せを見いだせるでしょうか？ラサの人々は、2008年に起きた血みどろの恐怖を、こんな短期間で忘れ去り、幸せな笑顔を顔一杯に浮かべることができるのでしょうか？中国の他の、どの街の人々より幸せな人々が、なぜ街頭に繰り出して抗議をするしかなかったのでしょうか？」として批判している。

### 環境政策
中国政府による森林伐採や資源採掘の結果、下流域の洪水や、高原の砂漠化が進行している。中国政府は遊牧民がその原因だとしている。
張慶黎は人民日報にて「チベットは豊かな水資源と水力発電資源に恵まれているが、水資源こそがチベットの開発を妨げている」としてダムなどの水資源インフラの開発の緊急性を強調した。なお、ダム開発に関する事業決定権はチベット人に与えられていない。2010年、中国は 蔵木（ザンム） 水力発電所など5箇の建設計画を発表した。この大規模のダム建設によって、生態系の破壊やまた地震対策をとっていない計画への批判などがなされている。

## 人権侵害
中国のチベットに対する政策について国際人権救援機構(アムネスティ・インターナショナル)は人権侵害として激しく批判している。
これに対して中国政府は「チベットの主権・人権白書」を1992年9月に発表し、「1951年に中国はチベットを解放し、民主改革をすすめ、人々の生活は改善され、教育も普及し、宗教活動は保護され奨励されている」「チベットの現実は、封建農奴制から脱して空前未曾有の広範な人権を獲得したことを証明している」「中国を分裂させ、チベットをかすめとり、中国を転覆させようとする野心、これがいわゆるチベット人権問題の本質である」などと抗弁した。1998年にも第二次チベット白書を発表し、宗教の自由の保証、教育、衛生の改善などが主張された。
1992年9月、ダライ・ラマ側は「将来のチベット政体についてのガイドライン、および憲法基本原則」を発表し、民主化などを訴えた。ただし、このガイドラインについて毛里和子は、欧米人顧問の意思も働いたとして、「国際プロパガンダのにおいが強く感じられ」るとしている。
国連難民高等弁務官事務所は、多くのチベット人が難民として逃れているネパールと紳士協定を結び、チベット人に対し、難民の地位を得ることができるインドへの安全な移動を保証している。また、国際法は、中国で拷問や迫害に遭う危険があるとして、ネパールに対して、チベット人の中国への強制送還を禁じている。しかし、ネパールでは近年、中国の圧力が強まっており、一部のチベット人は中国に強制送還されている他、ネパール政府によってネパール国内のチベット人は、政治的活動、文化活動、宗教活動を厳しく制限され、ネパール治安部隊から日常的に人権侵害を受けているとヒューマン・ライツ・ウォッチは報告している。

### スペイン法廷と人道に対する罪
2006年9月30日に起きたナンパラ峠襲撃事件をきっかけに国際的に中国政府を批判する運動が展開されるとともに、中国当局によるチベット地区弾圧も強化された。これらについてスペインの活動団体 Tibet Support Committee of Spain (CAT) と Fundacion Casa Del Tibet（在バルセロナ、チベットハウスファンデーション）が提訴、スペイン最高裁判所は普遍的管轄権(普遍的司法権の原則)に基づき「チベット人ジェノサイド事件」として受理した。
2009年5月5日、スペイン最高裁判所サンチャゴ・ペドラズ(Santiago Pedráz)判事が、中国におけるチベット問題に関して、中国政府高官8人を「人道に対する罪」を犯した容疑で裁判に召還することを発表、翌日には中国に通知された。容疑者はチベット自治区党委員会書記張慶黎(Zhang Qingli)、ウイグル自治区党委員会書記王楽泉、中国少数民族対外交流教会前会長李德洙(Li Dezhu)。国防部部長梁光烈、国家安全部部長耿恵昌、公安部部長孟建柱、チベット軍区司令・中国人民解放軍中将董貴山、チベット自治区初代第一書記張国華（1972年死去）ら。ペドラズ裁判官は中国当局に対して、2005年に締結された中国とスペイン二国間司法協力協定に基づき、司法協力を要請し、さらに告訴内容が実証されれば、人道に対する罪侵害の罪でスペイン法と国際法の両方で裁かれることを通告した。しかし、中国政府は「虚偽訴訟」として訴訟に応じないと6月16日に発表した。また、ペドラズ裁判官が中国に渡航した場合は逮捕されると口頭で応じられたともいわれる。
なお、バレンシア大学のホセ・モルト(Jose Elias Esteve Molto)国際法学科教授は「もし起訴された中国指導者らに対する出頭要求に従うことが拒否された場合には、スペインと犯罪者引渡条約を結ぶ国の国内で、彼等の逮捕が可能になる。これは国際刑事警察機構（インターポール）による規約であり、個々の政府の域を越えて施行される 」と語っている。普遍的管轄権に基づき、インターポールを通じて国際逮捕状の発布をし、逮捕した例としては、スペイン判事のバルタサール・ガルソンによるチリの独裁者アウグスト・ピノチェトへの国際手配がある。
2013年11月19日、スペインの全国管区裁判所はチベット族虐殺に関与した容疑で江沢民（元中国共産党総書記）、李鵬（元国務院総理）、喬石（元全国人民代表大会常務委員長）、陳奎元（元チベット自治区党委員書記）、彭珮雲（元国家人口計画生育委員会主任）の5人に逮捕状を出した。また、2014年2月10日には同容疑で5人を国際手配し、国際刑事警察機構（ICPO）への引き渡しを求めた。
しかし、中国政府からの反発を受けたこともあり、スペイン政府は2014年2月、「普遍的管轄権」の制度を改正して訴追対象を「スペイン人、もしくはスペイン在住者」に限定することとした。これを受けたスペイン全国管区裁判所はこの改正を遡及適用し、同年6月23日に5人に対する訴追を却下した。

## 近年の動向

### チベット族高校生による反中デモ
2010年10月19日に、中国チベット族治州同仁県で、チベット民族の高校生、5千～9千人が、六つの高校から合流してデモ行進し、地元政府役場前に、「民族や文化の平等を要求する」などと叫び、中国語による教育押しつけに反発して街頭抗議を行った。近年の教育改革で、すべての教科を中国語で学ぶことになったのがきっかけで、生徒が反発していた。

### チベット人の抗議自殺
2011年3月に中国四川省アバ県で若い僧侶が焼身自殺を図ったのをきっかけにして、僧侶や市民による大規模な抗議活動が広がった。その後もチベット人居住地域で、中国政府のチベット弾圧に抗議するチベット仏教僧侶の焼身自殺が増加し、同年11月の時点で少なくとも11件にのぼっている。同年10月には20歳の尼僧も焼身自殺しているが、尼僧は初めてだと言う。
米国務省では同年11月4日の記者会見で、相次ぐチベット族僧侶らの焼身自殺に懸念を表明し、中国政府にチベット族に対する「非生産的な政策」を改めるよう要求していることを明らかにした。一方、中国政府は「焼身自殺はインドのチベット亡命政府の指示を受けたテロ」として非難している。また8月の焼身自殺事件で、抗議自殺した僧侶と一緒にいた僧侶は、自殺をそそのかしたとして教唆犯罪を問われ、懲役13年の判決を受けた。同年11月25日に人民日報ではダライ・ラマが焼身自殺を助長しているとする批判論評を掲載した。また、英国のガーディアン紙がチベット僧侶を庇護する論調の報道を行った事に対して、中国の駐英国大使館が「歪曲報道である」と書簡で抗議を行っている。
2012年1月6日、チベット人の男性と僧侶2名が中国政府の統治に抗議してそれぞれ焼身自殺を行った。僧侶は死亡、男性の容態は不明である。2011年3月から数えて、チベット人の抗議の焼身自殺は14人となった。
僧侶だけでなく、一般人や女性の焼身自殺も発生している。2012年3月5日、チベット亡命政府ガンデンポタンは3月3日に、マチュ県でチベットの女子学生が焼身自殺を行ったと発表した。アメリカの「ラジオ・フリー・アジア」は、この女学生に向かって漢族が石を投げつけていたと報道した。また、3月4日に、四川省で4人の子供がいる32歳の母親が、警察の派出所の前で焼身自殺したと発表した。
3月5日には、アバ・チベット族チャン族自治州で、18歳のチベット族男性が焼身自殺を行った。中国の当局者は「優れた少数民族文化を保護するのが我々の方針であり、宗教施設への出入りも自由だ」と述べ、民族統治について「問題は存在しない」と主張している他、焼身自殺はダライ・ラマ14世と、その一派によって画策された行動であると主張している。
2012年3月26日、胡錦涛党総書記がインドを訪れるのを前にして、インドに亡命しているチベット人が600人ほど集まり、抗議集会を開いていた。その中の男性1人が、突然灯油のようなものをかぶったあと体に火を放ち、全身にやけど負う重体となった。
このように抗議自殺が相次いでいる現状から、2012年3月22日、国連はチベット自治区の人権状況を調査する方針を明らかにした。国際連合人権高等弁務官事務所の特別報告官を中国に派遣する。亡命チベット人組織の一つ、チベット青年会議のハンガー・ストライキに応じた形であり、これを受け、チベット青年会議はハンガー・ストライキを停止した。

### チベット問題に関する米国の動向
2011年10月、米国上下両院と行政府共同「中国に関する議会・政府委員会」による年次報告が発表され、中国当局による人権弾圧の実態についてまとめられた。
2011年11月3日には、米国議会で、トム・ラントス人権委員会がチベットの人権弾圧について公聴会を開き、チベット人亡命者らの証言も聞かれ、上記連続焼死についても言及された。共和党のイリアナ・ロスレイティネン委員長が民主党ハワード・バーマン議員とともに、言論の自由や宗教・思想の自由への弾圧や、妊娠中絶の強制などについて「中国の弾圧は前年よりも悪化した」とした。ほか、共和党のデービッド・リベラ議員は中国共産党指導部を「北京の殺戮者たち」と呼び、人道主義の普遍性から中国に強硬な姿勢を取ることを提唱したり、議長の民主党ジム・マクガバン議員は「かつてチベット鎮圧策を担当した胡錦濤共産党総書記にまで抗議すべきだ」と発言、フランク・ウルフ議員は「チベットは本来、中国とは別の国家だった。その民族をいま中国当局は浄化しようとしている」と非難した。
2012年1月24日、米国務省オテロ国務次官(チベット問題担当調整官)は、同23日に発生した中国四川省でのチベット族住民への中国の治安部隊による発砲、および、チベット僧侶の抗議の意を込めた焼身自殺を受けて、「深刻な懸念」を表明し、中国政府によるチベット政策を「チベット族の宗教や文化、言語の存続を脅かす非生産的な政策」としたうえで、チベット族の人権尊重と中国武装警察隊への自制を要求した。

### 漢族によるチベット人の襲撃
2011年12月14日、四川省成都市において、成都鉄道工程学校で、学内のチベット人生徒200人が住む寮を、漢民族の学生グループが15倍の人数に当たる3000人で集団襲撃した。チベット人の寮は個室、教室を問わずに破壊され、多くの生徒が重軽傷を負った。漢族の襲撃者グループは、「重要な勝利」とブログで報告した。

### 中国系情報機関によるダライ・ラマ14世の暗殺計画
2012年1月7日、インドの新聞ザ・タイムズ・オブ・インディアは、西部ムンバイの警察が、中国国籍のチベット人ら6人のスパイがチベット自治区からインド国内に侵入してダライ・ラマ14世を暗殺するという情報を入手、インド亡命中のダライ・ラマ14世の警備体制を強化する方針を決定したと報じた。ムンバイ警察は中国系情報機関の要員であるとした 。
2012年1月23日、四川省カンゼ・チベット族自治州炉霍県でチベット族と中国人民武装警察部隊が衝突し、怪我人が出て、1名が死亡する事件が発生した。この事件について、中国外務省の洪磊副報道局長は翌日の24日、「真実を歪曲し、中国政府の信用を傷つけようとする海外の分裂主義者の試みは成功しない」とチベット族およびチベット亡命政府を非難する談話を発表した。

### 中国当局によるチベット人の拘束
ラジオ・フリー・アジアは2012年3月28日、青海省玉樹チベット族自治州のチベット人歌手が、ダライ・ラマ14世やチベット亡命政府のロブサン・センゲ首相を称える歌など13曲を発表し、26日に拘束されたと伝えた。

### 中国当局によるチベット人の武器没収と、チベット人による自主的武器放棄
中国当局は2008年のチベット騒乱以降、チベット自治区、四川省、青海省、甘粛省に於ける武器弾薬の取り締まりを強化した。人民日報によれば、08年4月の時点で僧侶や市民の通報に基づき、事件にかかわる僧侶の僧院宿舎などから押収した武器の内訳は、銃185丁（五四式拳銃・六四式拳銃・半自動小銃などの軍用銃7丁、模造銃41丁、猟銃・火薬銃・小口径拳銃・小口径小銃など137丁）、各種銃弾1万4367発、取締対象の刃物2139丁、爆薬3862.05キロ、雷管1万9360本、手榴弾2発、手製爆弾2発、導火線1277.15メートル。中国当局は他にも「チベット独立」を主張する旗、スローガン、横断幕、宣伝冊子などの宣伝品も多数押収した。
また四川省カンゼ・チベット族自治州康定県でも、2011年から2015年の4年間の間に警察が押収した大量の武器を住民に公開し、焼却処分した。内訳は様々なタイプの銃3410丁、各種銃弾13万3207発、爆薬18トン、雷管18万2566本、導火線2万9911メートル、規制対象刃物2521本であった。カンゼ・チベット族自治州警察は銃による犯罪998件を摘発し、容疑者1001人を逮捕した。
上述の様に当局の摘発により強制的に武器を放棄させられる場合とは別に、非暴力運動の実践的証明としてチベット人が所持する刀剣や銃弾を自ら破棄する「刀剣処分」運動がある。
2012年、カム、ザチュカ（四川省カンゼチベット族自治州石渠県）でゲミン僧院の僧院長ドゥンドゥップ・ニマと地域のラマ、トゥルクたちの呼びかけにより、1000人ほどが集まり、武器を身につけず、非暴力と品行方正な生活態度を誓うための集会が開かれ、その場に集められた1000点以上のナイフ等の武器が焼却処分にされた。この種の武器破棄のイベントはカムを中心にこれまでも何度も行われているが、その目的は仏教徒の理想として暴力や殺生を否定する事以外にも、中国共産党がチベット民族全体に対して、「テロリスト」というレッテルを貼るのを防ぎ、チベット人が理想とする非暴力による独立運動の理想を守ることにある。
こうした武器の破棄は何度も繰り返し行われており、近年までチベット人が所持していたが運動により破棄された武器には、ナイフ以外にも、刀剣、猟銃、拳銃、狙撃銃、突撃銃、各種弾薬などが大量に含まれている。